# Calcarius pictus
Lo zigolo di Smith (Calcarius pictus (Swainson, 1832)) è un uccello passeriforme della famiglia Calcariidae.

## Etimologia
Il nome scientifico della specie, pictus, significa "dipinto" in latino ed è un riferimento ai disegni facciali: il nome comune, invece, venne scelto da Audubon in omaggio all'amico Gideon Smith.

## Descrizione

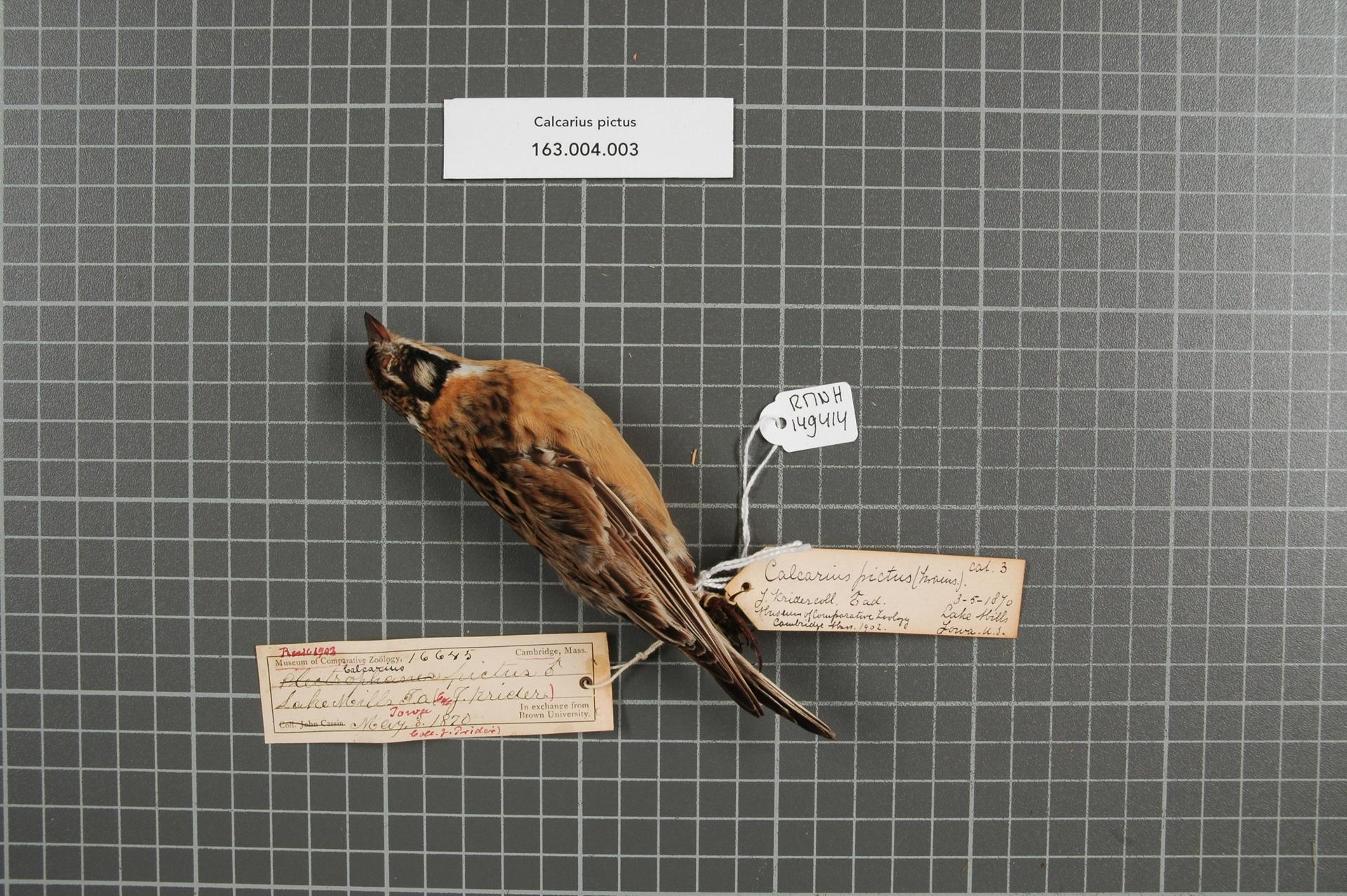
Maschio impagliato.

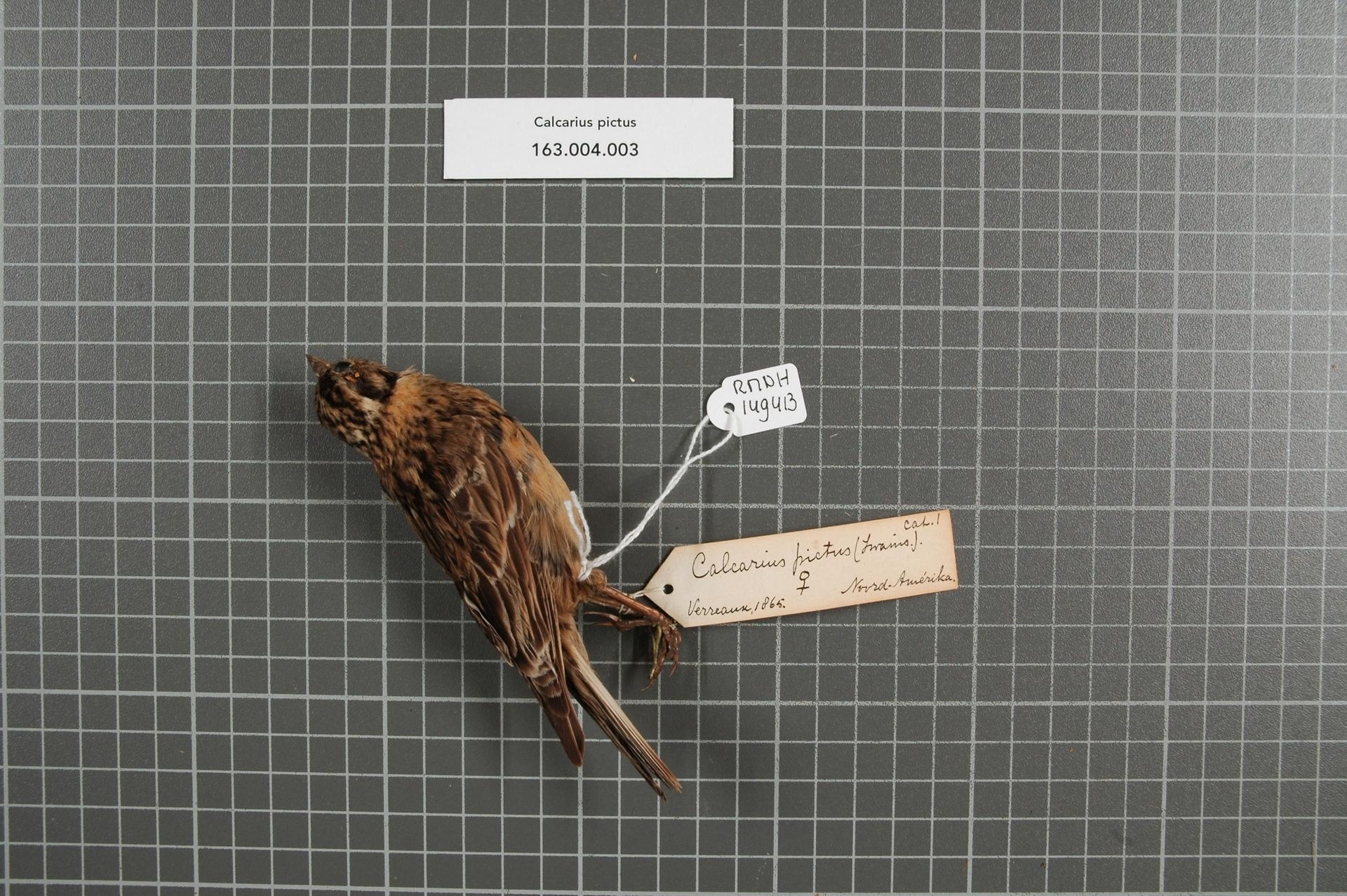
Femmina impagliata.

### Dimensioni
Misura 14–17 cm di lunghezza, per 21-32 g di peso.

### Aspetto
Si tratta di uccelli dall'aspetto robusto e massiccio, muniti di testa squadrata, corto becco conico, ali appuntite e coda dalla punta lievemente forcuta.
Il piumaggio durante il periodo invernale è simile nei due sessi, dominato dai toni del grigio con area dorsale (fronte, vetice, nuca, dorso, ali e coda) dalle penne orlate di colore più chiaro a dare un effetto screziato, mentre gola, sopracciglio, petto e ventre sono di colore beige: nei maschi sono presenti sfumature bruno-rosate nell'area ventrale e sulle copritrici, assenti nelle femmine.

Durante la stagione degli amori, invece, i maschi assumono una livrea nuziale dominata dal pesca-rossiccio su gola, petto, ventre, fianchi, collo e nuca, mentre la testa è nera con sopracciglio, mustacchio e macchia sulla guancia di colore bianco: dello stesso colore sono il sottocoda e i lati della coda (che è per il resto nera), mentre il dorso e le ali presentano la screziatura bruna, nera e biancastra tipica anche del piumaggio d'eclisse.
In ambedue i sessi il becco è di color bruno-giallastro con punta e margine superiore nerastri, le zampe sono anch'esse di colore nerastro e gli occhi sono di colore bruno scuro.

## Biologia
Si tratta di uccelli diurni e gregari, che all'infuori della stagione degli amori vivono in stormi anche consistenti, spostandosi molto frequentemente e passando il resto del tempo al suolo alla ricerca di cibo.
Il richiamo di questi uccelli ricorda i versi del molotro nero, mentre il canto dei maschi è piacevole ma meno complesso rispetto a quello di altre specie affini, come lo zigolo di Lapponia.

### Alimentazione

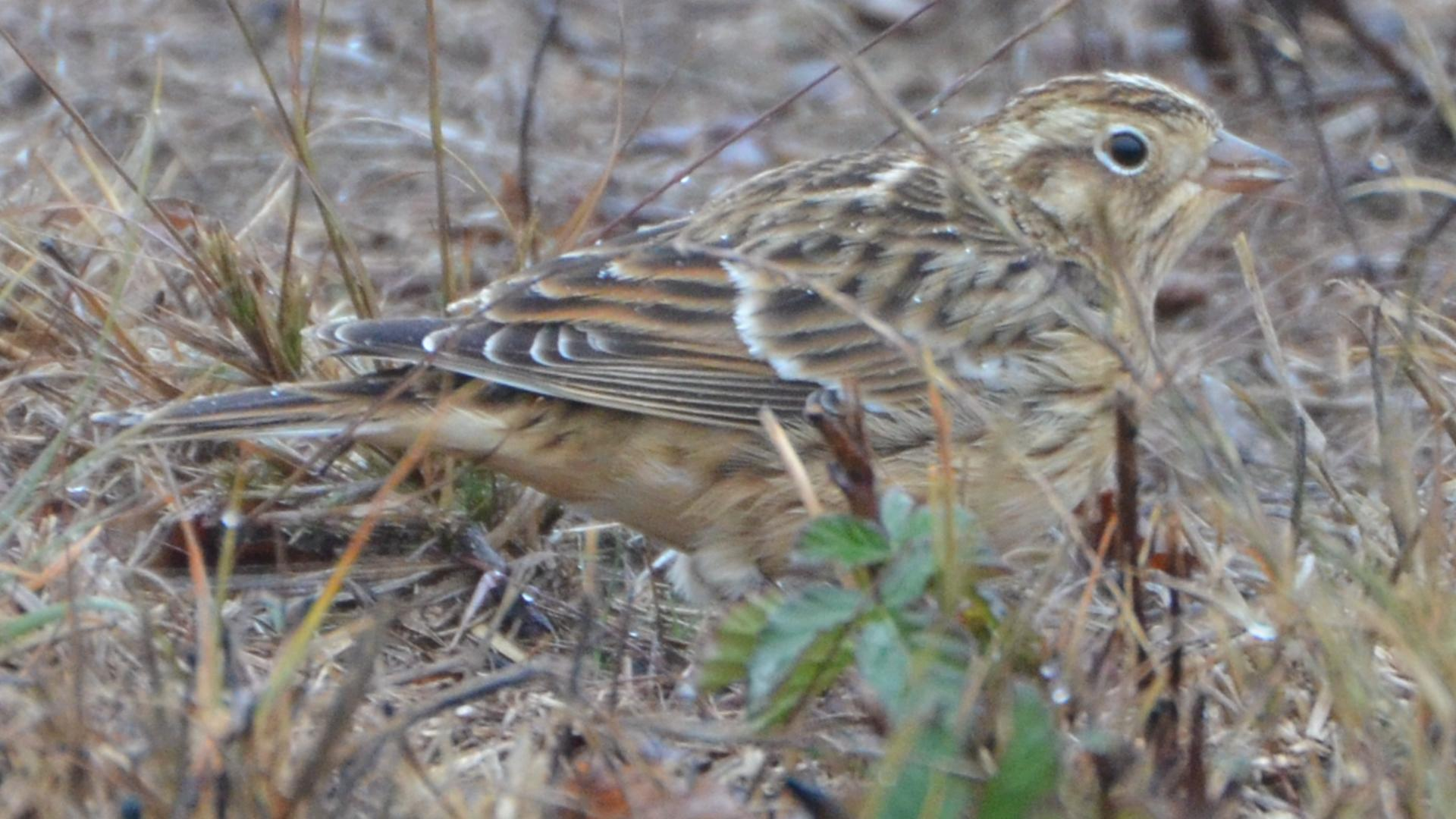
Femmina cerca il cibo al suolo nella contea di Benton.

Si tratta di uccelli granivori, la cui dieta è composta in massima parte da semi di piante erbacee reperiti al suolo: durante l'estate (quando il fabbisogno energetico risulta accresciuto in virtù degli sforzi riproduttivi), tuttavia, gli zigoli di Smith si nutrono anche di piccoli insetti catturati generalmente al volo, come moscerini tipulidi, piccole libellule e cavallette.

### Riproduzione
La stagione riproduttiva è strettamente legata alle condizioni meteorologiche, cominciando generalmente in maggio-giugno: si tratta di uccelli tendenzialmente monogami (anche se c'è una certa tendenza alla poliginandria, coi maschi e le femmine che si accoppiano anche con soggetti esterni alla coppia), che però non mostrano territorialità nei confronti delle altre coppie riproduttrici, nidificando spesso in piccole colonie.
Il nido a coppa viene costruito dalla femmina intrecciando fibre vegetali in una piccola cavità del terreno e foderando l'interno con piumino: al suo interno vengono deposte 3-5 uova, che la femmina cova per circa due settimane.

I nidiacei sono ciechi ed implumi alla schiusa: essi vengono imbeccati e accuditi da ambedue i genitori (nonché da altri maschi, verosimilmente accoppiatisi anch'essi con la femmina riproduttrice), cominciando a gironzolare attorno al nido a circa dieci giorni dalla schiusa ed involandosi a circa tre settimane di vita, pur allontanandosi definitivamente dai genitori solo a circa un mese e mezzo d'età.

## Distribuzione e habitat

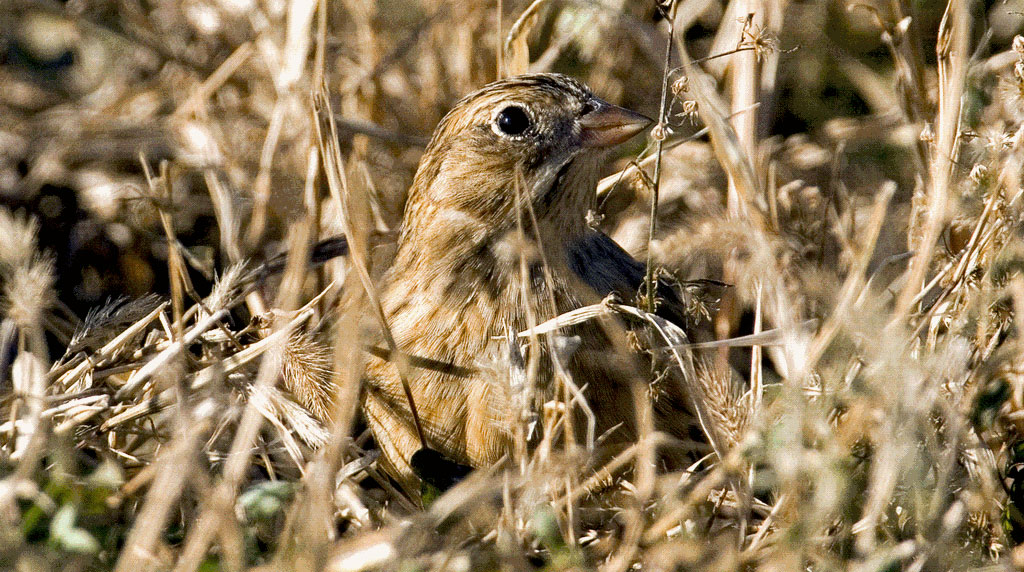
Femmina nell'Iowa.

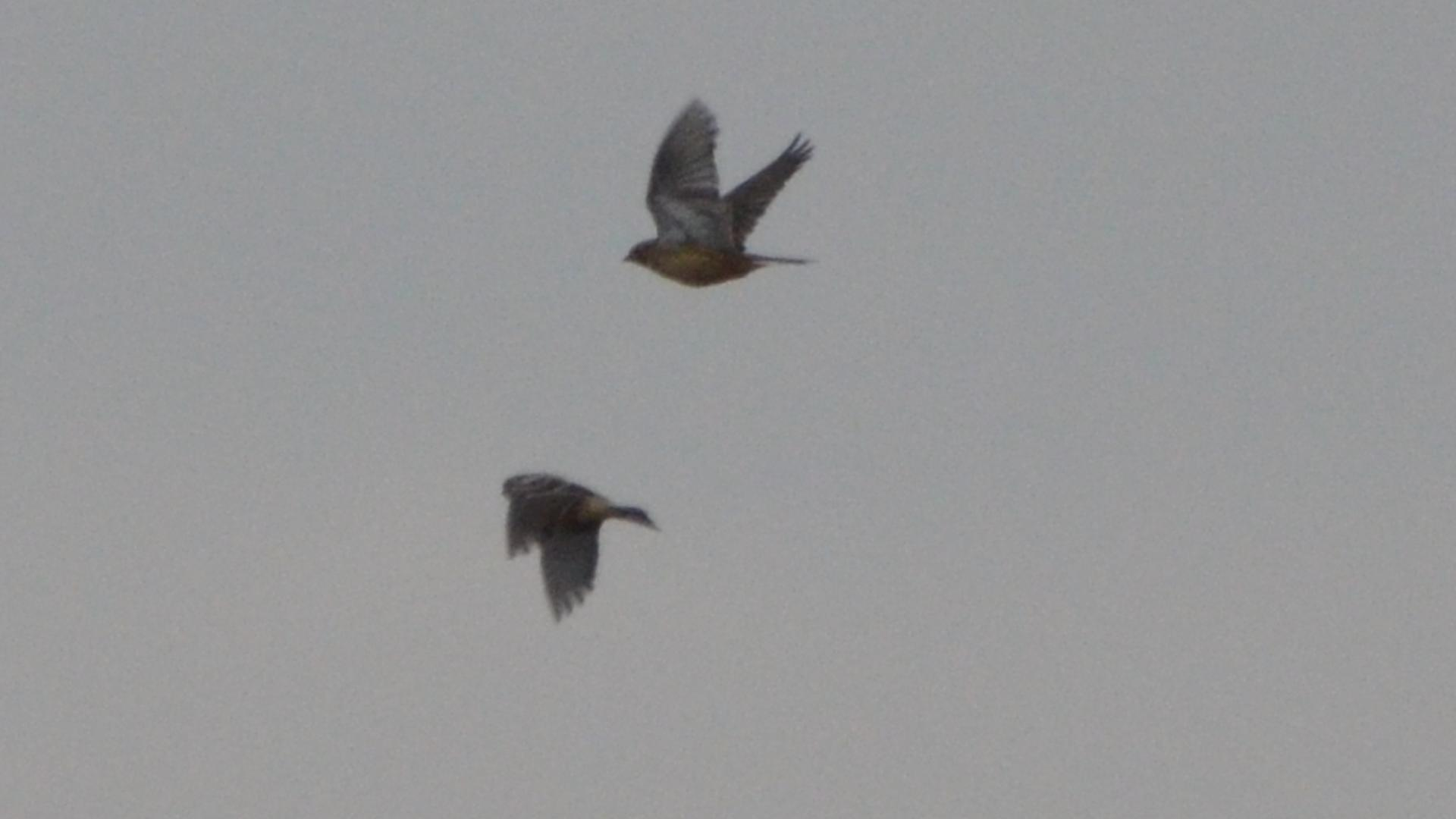
Esemplari in migrazione nel Missouri.

Durante il periodo estivo, lo zigolo di Smith è diffuso nella fascia costiera del Nordamerica nord-occidentale, sia sul Mar Glaciale Artico (dall'Alaska nord-orientale, alle sponde meridionali della Baia di Hudson) che sull'Oceano Pacifico (Alaska sud-orientale e Columbia Britannica nord-occidentale): coi primi freddi autunnali, questi uccelli migrano a sud, svernando in un'area che comprende il Kansas centrale e meridionale, l'Iowa centrale, l'Oklahoma, il Texas centrale, la Louisiana settentrionale, l'Arkansas, il Tennessee occidentale e il Mississippi, con sporadiche osservazioni nel nord dell'Alabama.

La migrazione degli zigoli di Smith segue un percorso ellittico, con gli stormi che migrano verso sud che seguono una rotta che li porta lungo le Grandi Pianure, mentre nel migrare verso nord questi uccelli passano per l'Illinois.
Il suo habitat riproduttivo è rappresentato dalla tundra umida erbosa nei pressi delle aree alberate, mentre durante l'inverno questi uccelli prediligono le aree erbose aperte, anche coltivate o antropizzate (aeroporti, grandi parcheggi).